# Baron St Leonards
Baronowie St Leonards 1. kreacji (parostwo Zjednoczonego Królestwa)
- 1852–1875: Edward Burtenshaw Sugden, 1. baron St Leonards
- 1875–1908: Edward Burtenshaw Sugden, 2. baron St Leonards
- 1908–1972: Frank Edward Sugden, 3. baron St Leonards
- 1972–1985: John Gerald Sugden, 4. baron St Leonards